# コリオレイナス

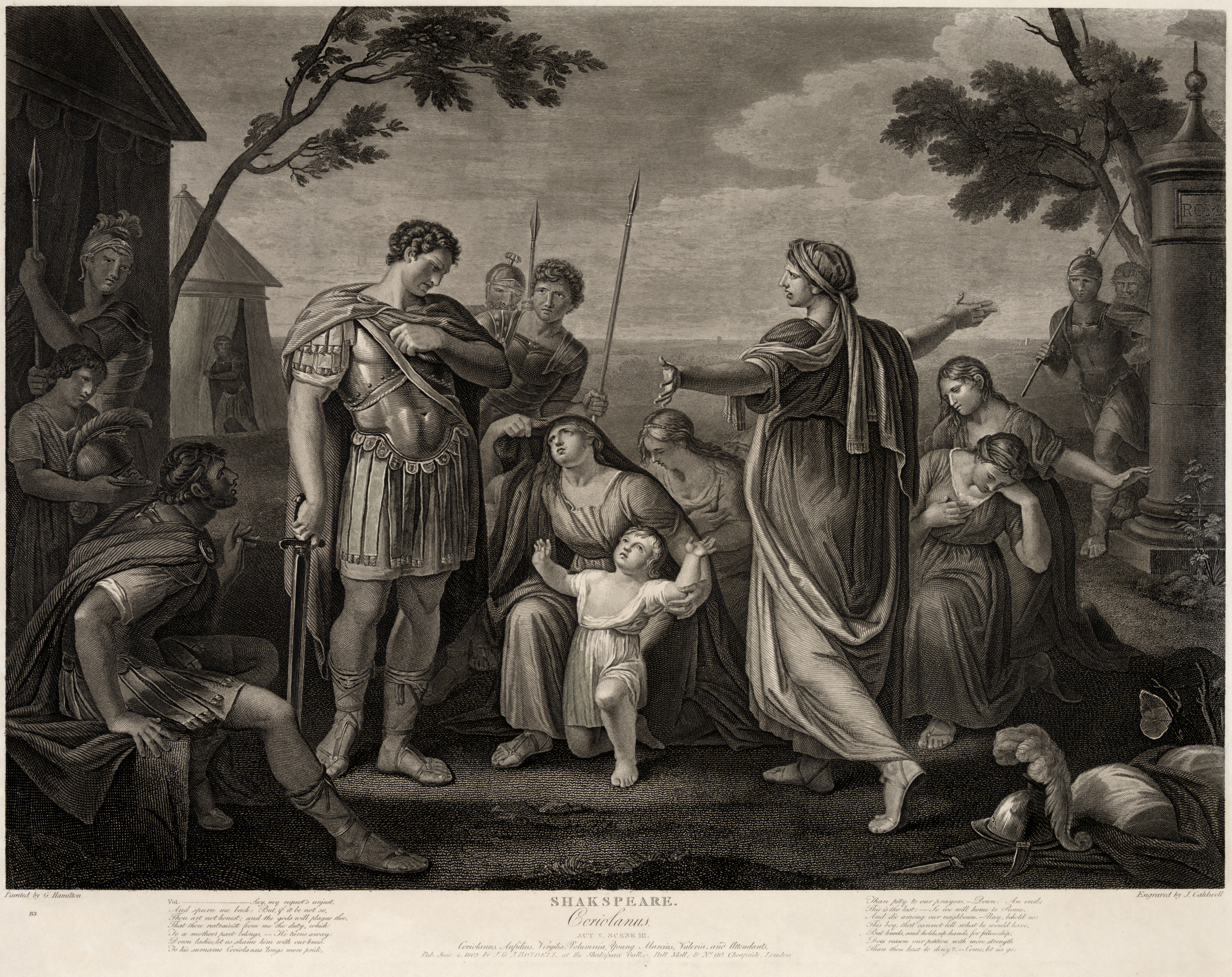
『コリオレイナス』第5幕第3場

『コリオレイナス』（The Tragedy of Coriolanus）は、ウィリアム・シェイクスピアの悲劇。5幕からなる。後期の戯曲で、シェイクスピア生前の上演記録は残っていない。悲劇としては最後に書かれたものとされており、1608年ごろ執筆されたと推定されているが、他の後期作品と同様、その制作年代には諸説がある。テクストの初出は1623年で、ファースト・フォリオの一部として出版された。
古代ローマの伝説的将軍ガイウス・マルキウス・コリオラヌスをモデルとし、作品中では「ケイアス・マーシアス・コリオレイナス」（ Gaius Martius Coriolanus）を主人公とする。
典拠として、プルタルコス『対比列伝』の「コリオラヌス伝」およびティトゥス・リウィウス『ローマ建国史』が用いられている。

## 主な登場人物
- ケイアス・マーシアス（後にコリオレイナス） ローマ貴族
- ヴォラムニア その母
- ヴァージリア その妻
- タラス・オーフィディアス ヴォルサイ将軍
- メニーニアス・アグリッパ　コリオレイナスの友人
- シシニアス・ヴェリュータス 護民官
- ジューニアス・ブルータス 護民官

## あらすじ
タークィン王が追放されて間もないローマで、貧民の暴動が起きようとしている。貧民は、高名な将軍であるケイアス・マーシアスに憤っている。マーシアスが貧民たちに対する穀物の支給に反対したためである。貧民たちは、マーシアスの友人でもあり温厚な性格で評判のよい貴族メニーニアス・アグリッパとマーシアスに行きあう。メニーニアスは貧民を鎮めようとするが、マーシアスは再び、軍務の能力を欠く貧民たちには穀物を支給しなくてよいと挑発的な発言を行う。この暴動を鎮めるため、護民官が設置される。平民から選ばれた2人の護民官シシニアス・ヴェリュータスとジューニアス・ブルータスは、陰で貧民たちのマーシアスへの反感を煽る。そのときヴォルサイ人が攻めてきたとの報があり、マーシアスはローマを離れる。
ヴォルサイ人の将軍、タラス・オーフィディアスはマーシアスとたびたび戦い、彼を仇敵としてみなしていた。コミニアスが率いるローマ軍に、マーシアスは副将として従い、オーフィディアス隊を攻撃するコミニアスに対し、ヴォルサイ人の街コリオライ包囲に当たる。コリオライ包囲は最初思わしく進まなかったが、マーシアスは城門を開けさせるに至り、勝利を収める。疲れきったマーシアスは、しかしコミニアスの救援にかけつけ、オーフィディアスとの一騎討ちとなる。2人の死闘は、劣勢のオーフィディアスを兵士が引きずりはがして決着がつかず終わる。コミニアスはマーシアスの戦功を称え、コリオライにちなんだ「コリオレイナス」の添え名を与える。
ローマに帰ったコリオレイナスは、母ヴォラムニアの強い希望で、しぶしぶながら執政官選挙に出馬する。貴族たちと元老院の支持を難なく取り付け、また最初は民衆の支持も得るかにみえたものの、護民官に侮辱され、また護民官2人が煽った彼の執政官就任に反対する暴動に直面する。護民官の挑発にのせられて、激怒したコリオレイナスは、民衆の政治への参加に公然と反対し、民衆をののしったため、護民官に反逆罪で告発される。
いったんは死刑も検討されたものの、過去の戦功に免じて、コリオレイナスは追放刑となる。ローマに家族を残して追放されたコリオレイナスは、ヴォルサイ人とオーフィディアスのもとへ行き、助力を申し出る。
いったんはヴォルサイ軍を率いて、赫々たる戦功を上げ、ローマ支配下の都市を落としたコリオレイナスに、ローマは混乱状態に陥る。母ヴォラムニアが彼の妻と子、またもうひとりのローマ女性とともにコリオレイナスを訪ね、母である都市ローマを滅ぼさないでくれと嘆願する。母の嘆願に心を動かされたコリオレイナスは独断で和平を結ぶ。ヴォルサイの都市に戻ったコリオレイナスは、しかしオーフィディアスの放った刺客に裏切り者として暗殺される。

## 受容
シェイクスピア劇として、『コリオレイナス』はそれほど人気のある作品というわけではない。中期の悲劇や他のローマ史劇に対して、その上演回数は比較的少ない。
『コリオレイナス』は政治的対立の劇であり、民主制（ブルータスとシキニアスが代表）と貴族制（コリオレイナスらが代表）の対立が劇の緊張を作り出している。劇の中心をなすもうひとつの人間関係は母と子の関係であるが、『ハムレット』と異なり、母と子の関係には性的なものの介在はほとんどなく、政治的な色合いを帯びる。母ヴォラムニアは戦場に赴くコリオレイナスを平然と見送り、彼のローマ政界での栄達を望み、またその説得さえ単なる親子の情愛の表明ではなく、ローマとヴォルサイの対立という政治的状況によって生み出された場面である。いわばヴォラムニアはローマの政治的徳を体現する存在である。一方、コリオレイナスと妻ヴァージリアの関係はここでは希薄である。
T.S.エリオットは『コリオレイナス』を高く評価し、その評論集『聖なる森：詩と批評についてのエッセー』で、悲劇としての構成で『ハムレット』に勝るとした。
ベルトルト・ブレヒトは『コリオレイナス』の政治性に着目し、1930年代に改作を試みている。『コリオレイナス』はまたそれ自体としても、ベルリナー・アンサンブルのレパートリーのひとつでもあった。
レイフ・ファインズの監督デビュー作で主演も務めた2011年のイギリス映画『英雄の証明』（原題：Coriolanus）は、現代に舞台を移したこの戯曲の映画化作品である。
なお、ベートーヴェンの序曲『コリオラン』（1807年）は、この戯曲の元となったプルタルコスの作品を元に、友人でウィーンの宮廷秘書官で劇作家でもあったハインリヒ・ヨーゼフ・フォン・コリン（Heinrich Joseph von Collin、1772年 - 1811年）が書いた戯曲に付けられたものである。

## 日本語訳
- 「コリオレーナス」坪内逍遥訳 早稲田大学出版部 1922。のち新樹社・名著普及会
- 「コリオレーナス」倉橋健訳『シェイクスピア全集 第8巻』筑摩書房 1967、別版に「世界古典文学全集 44」
- 「コリオレイナス」福田恆存訳『シェイクスピア全集』新潮社 1971。のち「翻訳全集 第7巻」文藝春秋
- 「コリオレーナス」小田島雄志訳 白水社 1975、白水Uブックス 1983
- 「コリオレーナス」工藤昭雄訳『世界文学全集 5 シェイクスピア』集英社 1981
- 「コリオレイナス」木下順二訳『世界文学全集 9 シェイクスピア』講談社 1983。「シェイクスピア8」講談社 1989
- 「コリオレイナス」松岡和子訳 ちくま文庫 2007